# T Cygni
T Cygni är en långsam irreguljär variabel av LB-typ i stjärnbilden Svanen.
Stjärnan varierar mellan magnitud +4,91 och 4,96 och är sålunda svagt synlig för det blotta ögat.
T Cygni är en dubbelstjärna med komponenterna CCDM J20472+3422A och CCDM J20472+3422B.